# Vauxhall (Bruxelles)
Pour les articles homonymes, voir Vauxhall (homonymie).

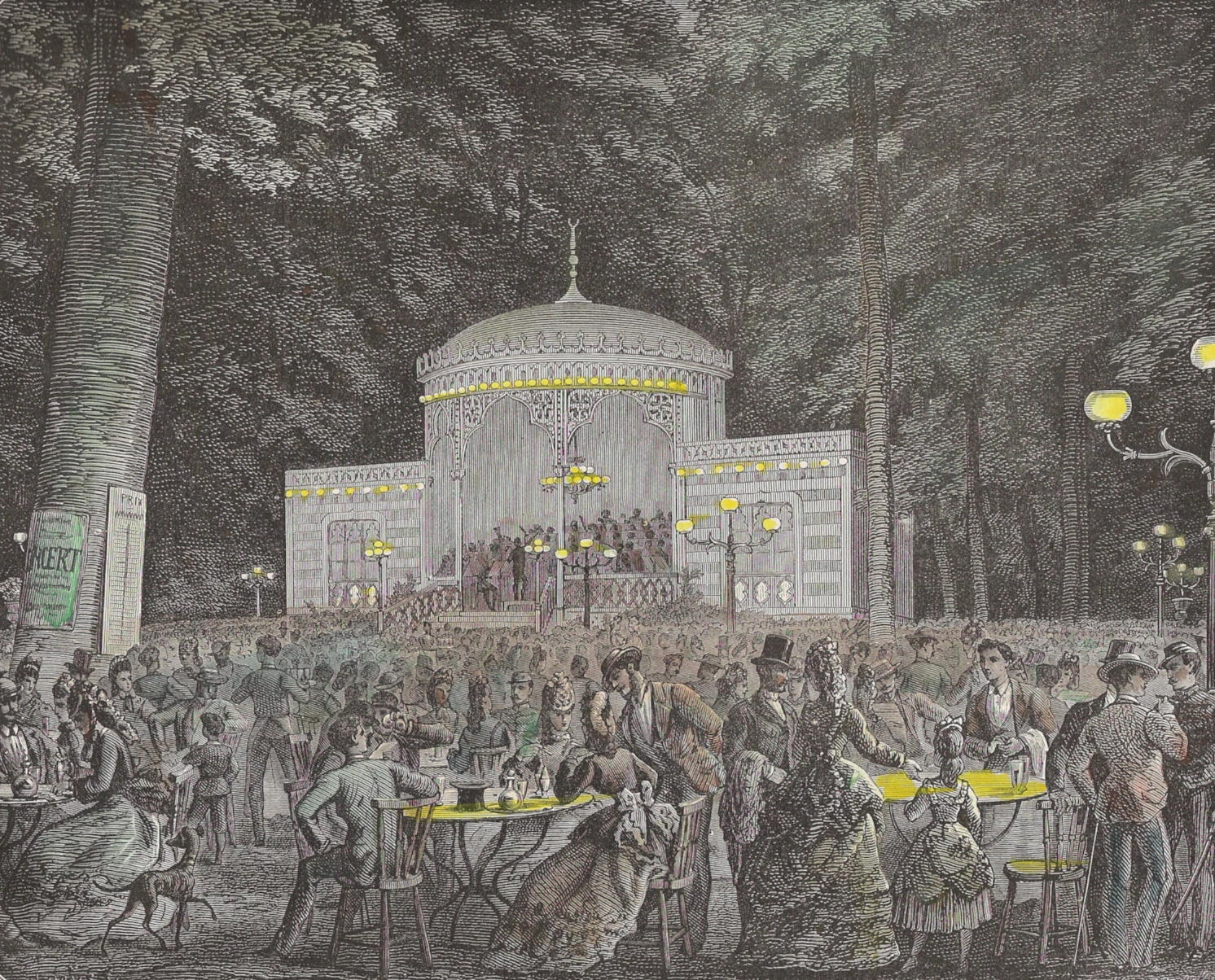
Le Vauxhall du parc (1872).

Le Vauxhall est une ancienne salle de spectacle bruxelloise située dans le Parc de Bruxelles, à l'arrière du Théâtre royal du Parc, rue de la Loi 1.
Le nom de Vauxhall vient d'un lieu de divertissement établi sous sa première désignation New Spring Garden dans la campagne des environs de Kennington dès le XVIIe siècle, sur le domaine très ancien d'un certain Foulques de Bréauté (mort en 1226). Le lieu fut désigné sous le nom de Falkes' Hall et l'expression dériva progressivement en Fox Hall, puis Vaux Hall. À Nivelles en Brabant-Wallon le nom a évolué en Focsal. Le nom de Vauxhall, bien que cité ponctuellement, en 1729 et en 1738, en association avec le jardin de plaisir existant, ne supplanta celui de New Spring Garden officiellement et définitivement que vers les années 1780. 
Bruxelles eut connaissance de ce haut lieu londonien en 1761, lorsque fut donné au Théâtre de la Monnaie un ballet intitulé Le Phaxal. À Paris, l'artificier Torré ouvre un « jardin d'amusements » en 1764, que le public appelle d'emblée le Vaux-Hall de Torré. Un Vaux-Hall d'hiver s'installe en 1769 à la foire Saint-Germain.
L'histoire du Vauxhall de Bruxelles est intimement liée à celle du Théâtre du Parc. Ouvert en 1781 par les frères Alexandre et Herman Bultos (qui dirigent les Théâtres de la Monnaie et du Parc), le Vauxhall est d'abord un débit de boissons, un lieu de concert et une salle de jeux.
La Ville de Bruxelles a réaménagé complètement le site du Vauxhall en 1913. Il est tombé ensuite en désuétude.
À la fin du XXe siècle un particulier, le baron Éric d'Huart, y a fait d'importants travaux de rénovation en murant l'ouverture de la scène tournée vers le bâtiment du Théâtre du Parc. En 2009 un budget de 2 millions d'euros est libéré pour transformer l'édifice.

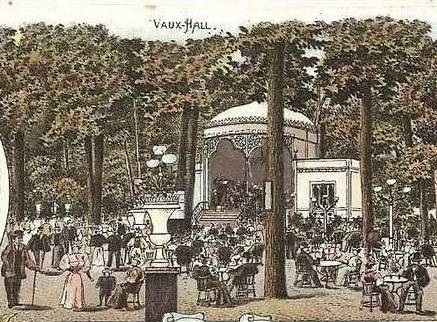
Le Vauxhall en 1898.
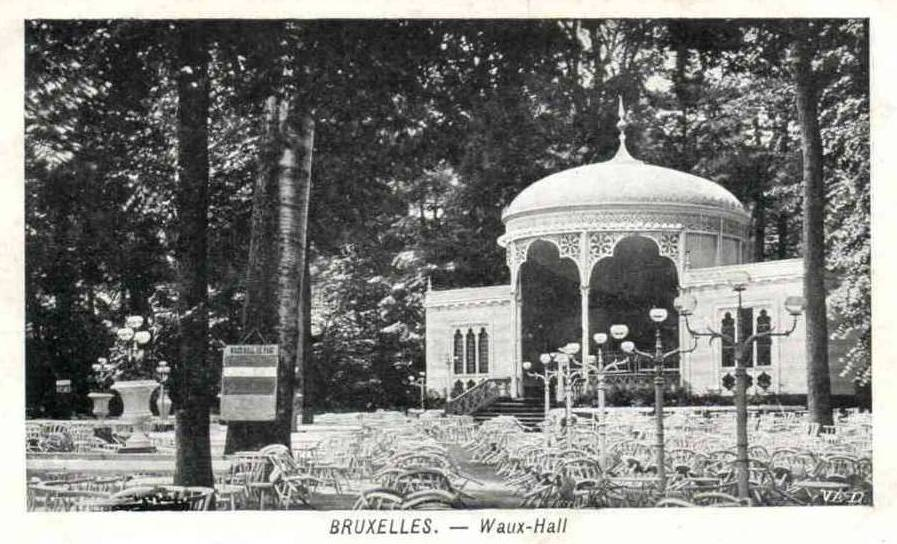
Le Vauxhall en 1905.
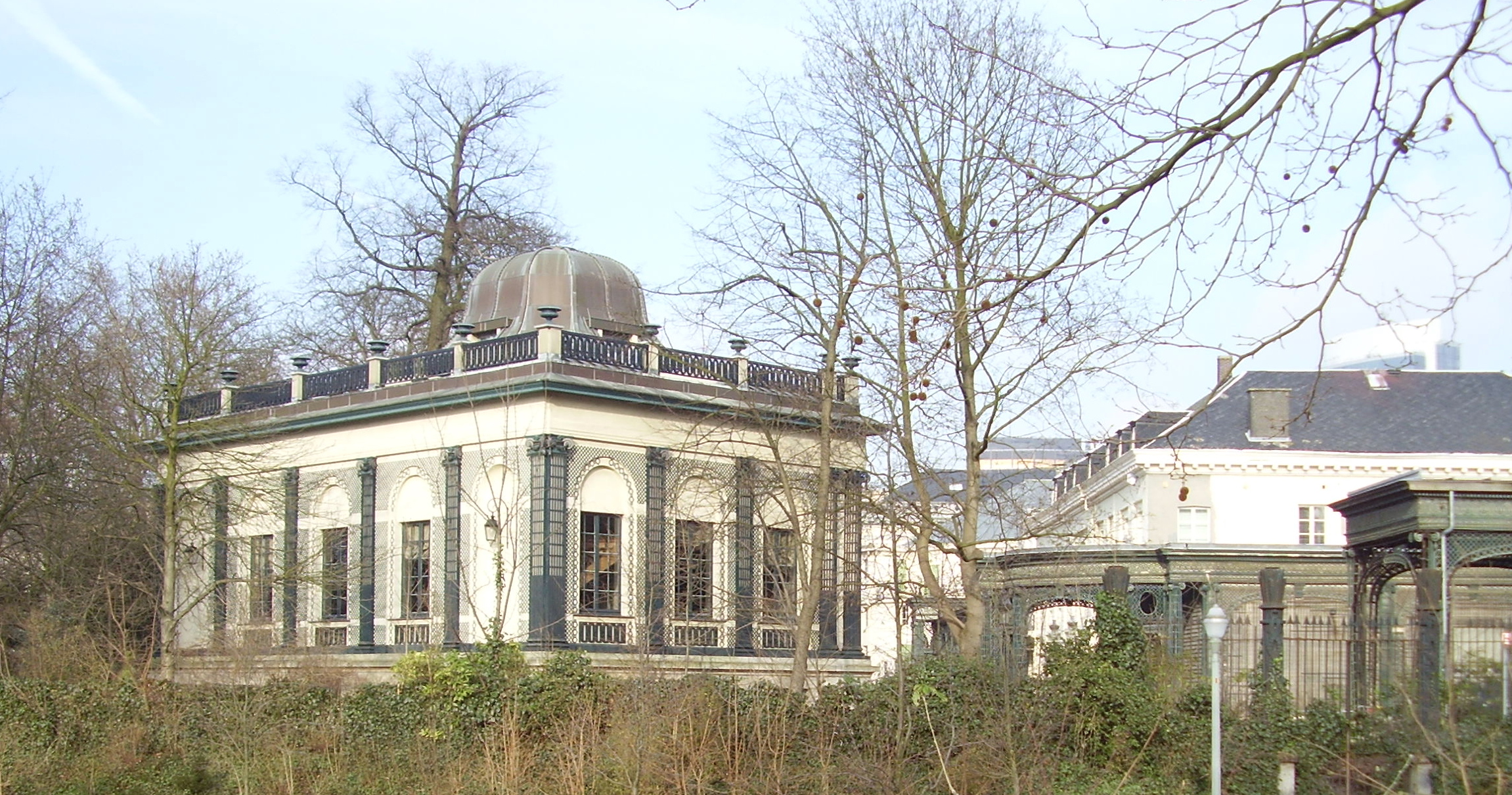
Le Vauxhall en 2007.